# Ashá
Ashá (en ruso: Аша́) es una ciudad ubicada al oeste del óblast de Cheliábinsk, Rusia —junto a la frontera con la república de Baskortostán—, sobre la orilla del río Sim, el cual es tributario del río Belaya, que es un afluente del río Kama y este, a su vez, lo es del Volga. Esta ciudad se encuentra a 377 km al oeste de Cheliábinsk, la capital del óblast. Su población en el año 2010 era de 31 900 habitantes.

## Historia
Se fundó en 1898 y obtuvo el estatus o categoría de ciudad en 1933. En 1989 el accidente ferroviario de Ufá ocurrió cerca de Ashá.